# R-73 (ミサイル)
R-73（ロシア語: Р-73エール・スィェーミヂスャト・トリー）は、ソビエト連邦のヴィーンペル機械設計局で開発された短距離空対空ミサイルである。北大西洋条約機構（NATO）で用いられたNATOコードネームでは、AA-11　アーチャー（Archer）と呼ばれた。

## 概要

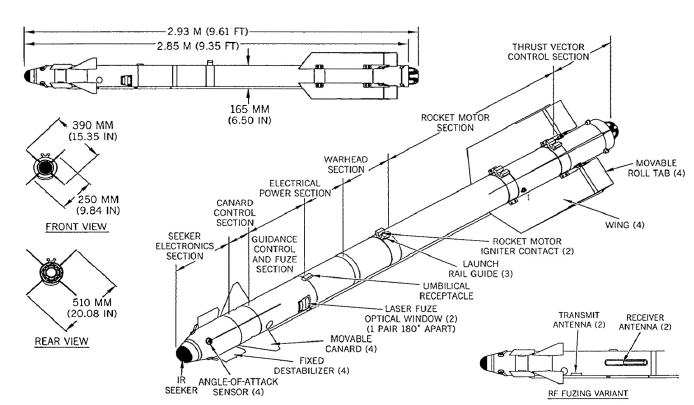

R-73は、ソ連戦闘機に装備される短距離空対空ミサイルとして、前任のR-60（AA-8 エイフィド）を代替するために1973年に開発が始められ、1985年に最初のミサイルが就役した。
R-73は、前任のR-60と同様に赤外線ホーミング方式を採用しているが、シーカーの冷却方式は、ペルティエ素子による熱電効果を利用したものから、窒素によるジュール＝トムソン効果を利用したものに変更された。搭載されるMk.80シーカーは、アンチモン化インジウム（InSb）素子を使用しており、中赤外（MWIR）帯域に対応し、全方位交戦能力を実現している。ロックオン距離は8-12kmである。また、視野角は中心線±45度とされたほか、機体側の赤外線捜索追尾システム（IRST）やShchel (露：Щель) 、Sura (露：Сура) などのヘッドマウントディスプレイ（HMD）とリンクすることが可能となっており、これによって実現されるオフボアサイト射撃能力は、非常に先進的なものであった。このシーカーはウクライナのアーセナルが開発し、供給してきたが2014年ウクライナ騒乱の影響による禁輸からロシア国内メーカーにより代替品が製造され使用されている。
近接信管にはレーダー式のもの(一部派生型ではレーザー式のものも追加)と衝撃信管が装備され、弾頭にはRDX爆薬に劣化ウランとアルミニウムの断片を加えた連続ロッド弾頭が搭載された。
翼構成としては1列目に迎え角検出用のセンサーである小さい羽根、2列目に固定式の安定翼、3列目に全遊動式のカナード翼、その後ろに尾翼が設けられており、尾翼後部にはロール制御用のエルロンが取り付けられている。前部のセンサーと2枚の翼はカウンター・ウェイトとしても機能しており、この効果で20度の迎え角での飛翔が可能となった。また、推力偏向制御（TVC）能力との組み合わせにより、最小旋回半径がサイドワインダーの約1/2という極めて高い機動性を獲得、ミサイルは12Gで機動をおこなう空中目標への対応を可能とした。
これらの特性から、R-73の性能は、同時期に西側諸国で使用されていた第3世代サイドワインダーに優越するものと信じられている。これはASRAAMやIRIS-T、AIM-9X、AAM-5のようなサイドワインダーの後継機種の開発を促すことになった。
R-73は、MiG-23後期型、MiG-29、Su-27、Su-34、Su-35に使われているが、改修を施したMiG-21、Su-24、Su-25と中国のJ-10でもこれを運用することができる。また、Mi-24、Mi-28、Ka-50/52のような攻撃ヘリコプターにも装備可能である。
後継ミサイルとしてK-30が開発されていたが事実上中止され、K-74M2の開発に注力することとなった。

## 実戦での使用
1996年2月24日、レスキューブラザーズの操縦するセスナ337 2機が、キューバ空軍のMiG-29から発射されたR-73により撃墜される。キューバ系米国人3人とキューバ人永住者1人が死亡した。
エチオピア・エリトリア国境紛争においてはエチオピアのSu-27とエリトリアのMiG-29においてR-60と合わせて使用された。
2008年3月18日、アブハジアにおいてジョージアのヘルメス 450 UAVがロシア空軍のMiG-29から発射されたR-73により撃墜された。

## 派生型
R-73A
初期型。シーカーアングルは中心線±45度。コレチェットレーダー近接信管を搭載したR-73Kとヤンターリレーザー近接信管を搭載したR-73Lの2種類がある。射程20km。
R-73M1 (R-73 RDM-1)
R-73の改良型。全体のパフォーマンスが改善されている。
R-73M2 (R-73 RDM-2)
1997年に就役したR-73Mの改良型。IRCCM能力を向上させたほか、推進装置用の固形燃料を増やして射程を30kmに延長した。
R-73E
近接信管をレーダー近接/目標センサーとしたモデル。レーザー近接信管を加えたR-73ELもある。
K-74
1980年代半ばから開発され、1997年に明らかとされた改良型。IRCCM能力を強化したMK.80Mシーカーを搭載したほか、シーカーアングルが中心線±60度に拡大された。開発名称はIzdeliye 740。
R-73BM
MILEX 2017で公開されたベラルーシのBSVTによるアップグレード型。シーカーアングルが中心線±60度に拡大された新しいオールアングルシーカーを特徴としミサイルの妨害抵抗を大幅に増加させている。他新しいエンジン、新しいオートパイロットコントロールユニットを搭載、目標近くで確実に弾頭を起爆するため新しいレーザー近接信管も装備されている。最大射程は高度20,000mにおいて12km。
K-74M
2015年より出荷が開始されたK-74の改良型。シーカーを二波長赤外線センサを使用してロックオン距離とIRCCM能力を向上させ、メモリーを状況に応じて前線で再プログラム可能なものに変更したMM-2000に換装し、アングルを中心線±75度に拡大、冷却時間は従来の70分から6時間に延長した。これらの改良で効率は25-30%増加しているとされている。開発名称はIzdeliye 750。
RVV-MD
輸出型。レーダー近接信管を搭載したRVV-MDとレーザー近接信管を搭載したRVV-MDLの2種類がある。
K-74M2
Su-57のウェポンベイに搭載するためにK-74Mをベースに開発中の発展型。以下の改良を行っており、AIM-9XやASRAAMと同様の性能を目指している。開発名称はIzdeliye 760。
- 全幅を320mmに縮小。
- LOAL（発射後ロックオン）能力の付加。
- 慣性航法装置の改善。
- シーカーアングルの中心線±80度への拡大。
- ロケットモーターの燃焼時間の増加。
- 新しいマルチモード赤外線シーカーの装備。
- データリンク受信機の装備。

訓練用
UR-73
航空機の飛行訓練用。後部の尾翼が存在しないのが外見上の特徴である。
B-72
R-73と同じ寸法で作られたモックアップ。
整備訓練型
整備訓練用。航空機に搭載しての運用は不可能。

## 採用国
- アルジェリア

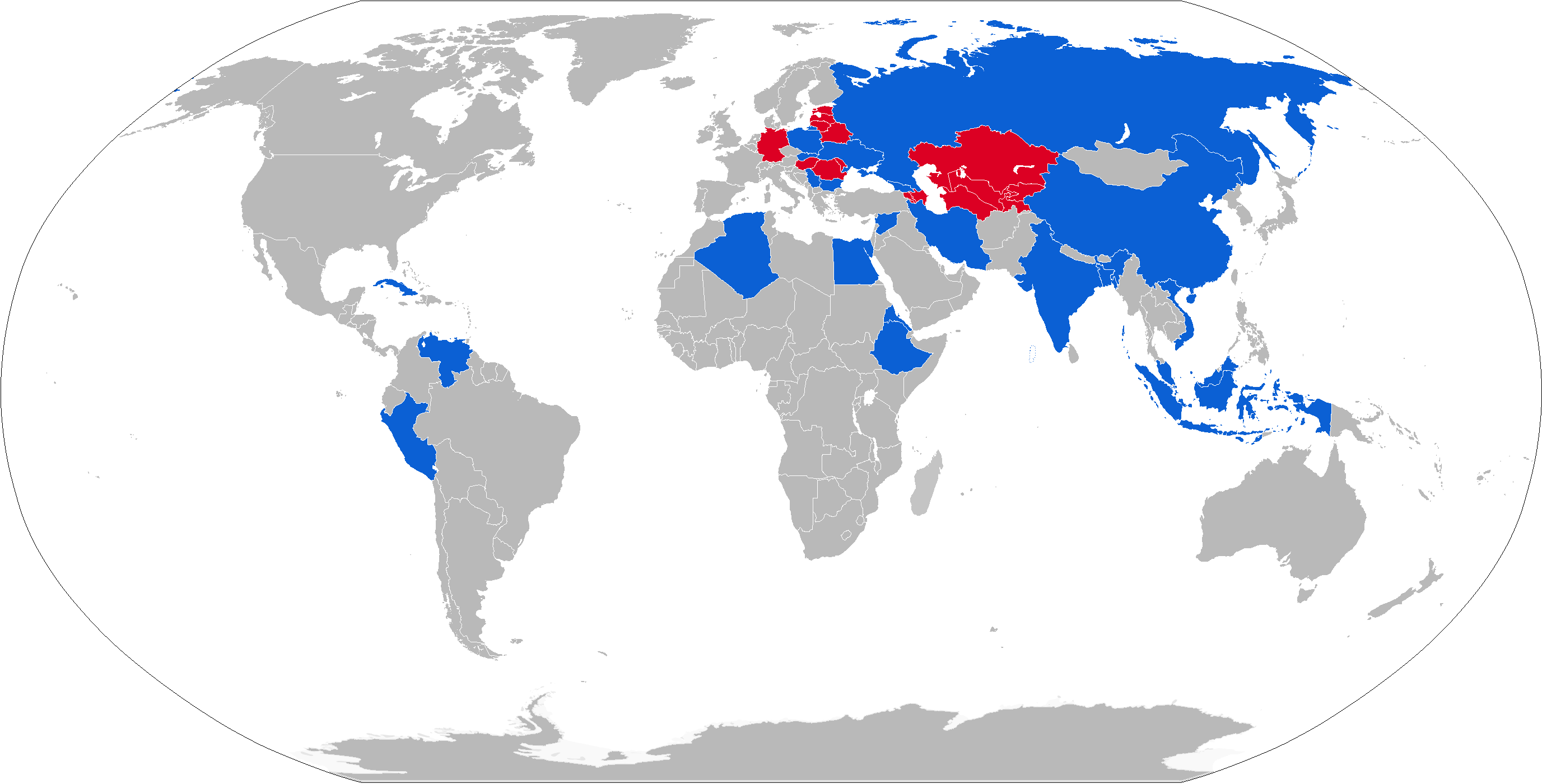
青が運用国。赤では退役している

- アルメニア - 2024年時点で、アルメニア空軍が保有[21]。
- イラン
- インド - 2024年時点で、インド空軍が保有[22]。
- インドネシア
- ウクライナ
- ウズベキスタン - 2023年時点で、ウズベキスタン空軍が保有[23]。
- エチオピア
- エジプト
- エリトリア
- カザフスタン - 2023年時点で、カザフスタン防空軍が保有[24]。
- キューバ
- ジョージア Su-25KM スコーピオンで運用[25]
- セルビア
- スロバキア
- トルクメニスタン - 2024年時点で、トルクメニスタン空軍が保有[26]。
- 中国
- バングラデシュ
- ブルガリア - 2024年時点で、ブルガリア空軍が保有[27]。
- ベトナム
- ベネズエラ
- ペルー
- ポーランド
- マレーシア
- ロシア

### 過去の運用国
- ソビエト連邦 後継国家に引継ぎ。
- 東ドイツ 後継国家に引継ぎ。
- イラク
- ドイツ
- ハンガリー
- ルーマニア